# Golden Legend

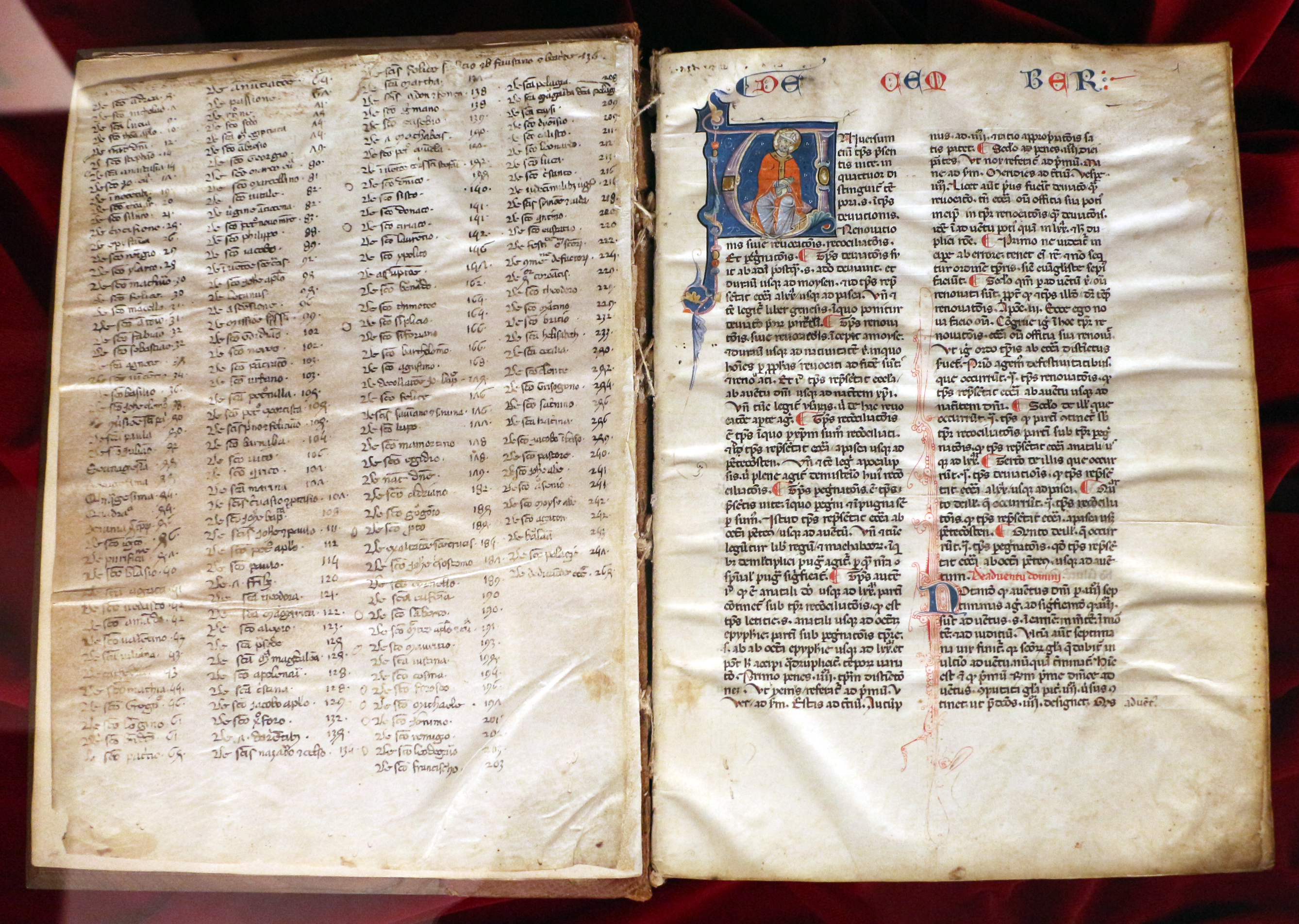
Legenda Aurea, khoảng 1290, thư viện Medicea Laurenziana, Florence, Ý

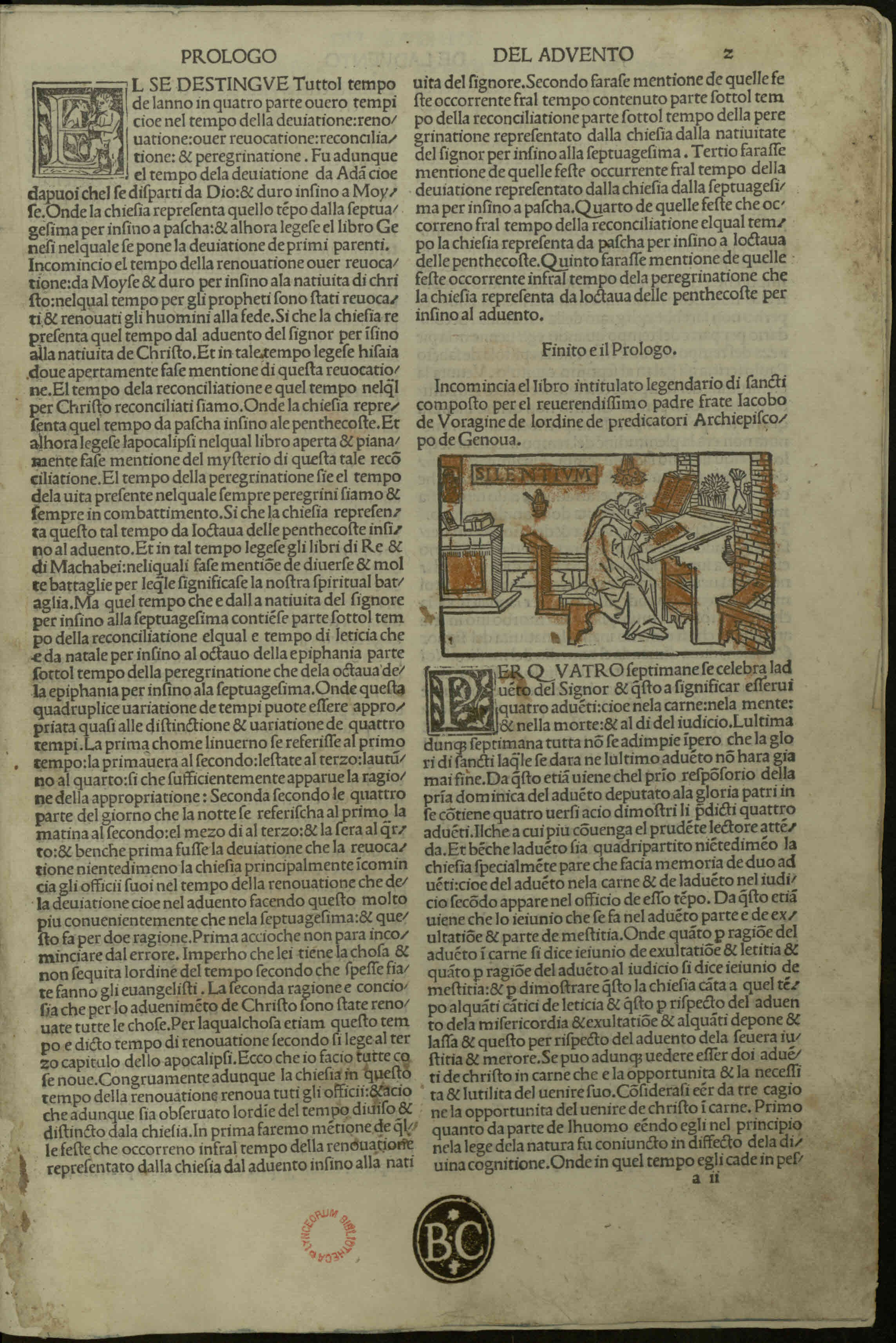
Legenda Aurea, 1499.

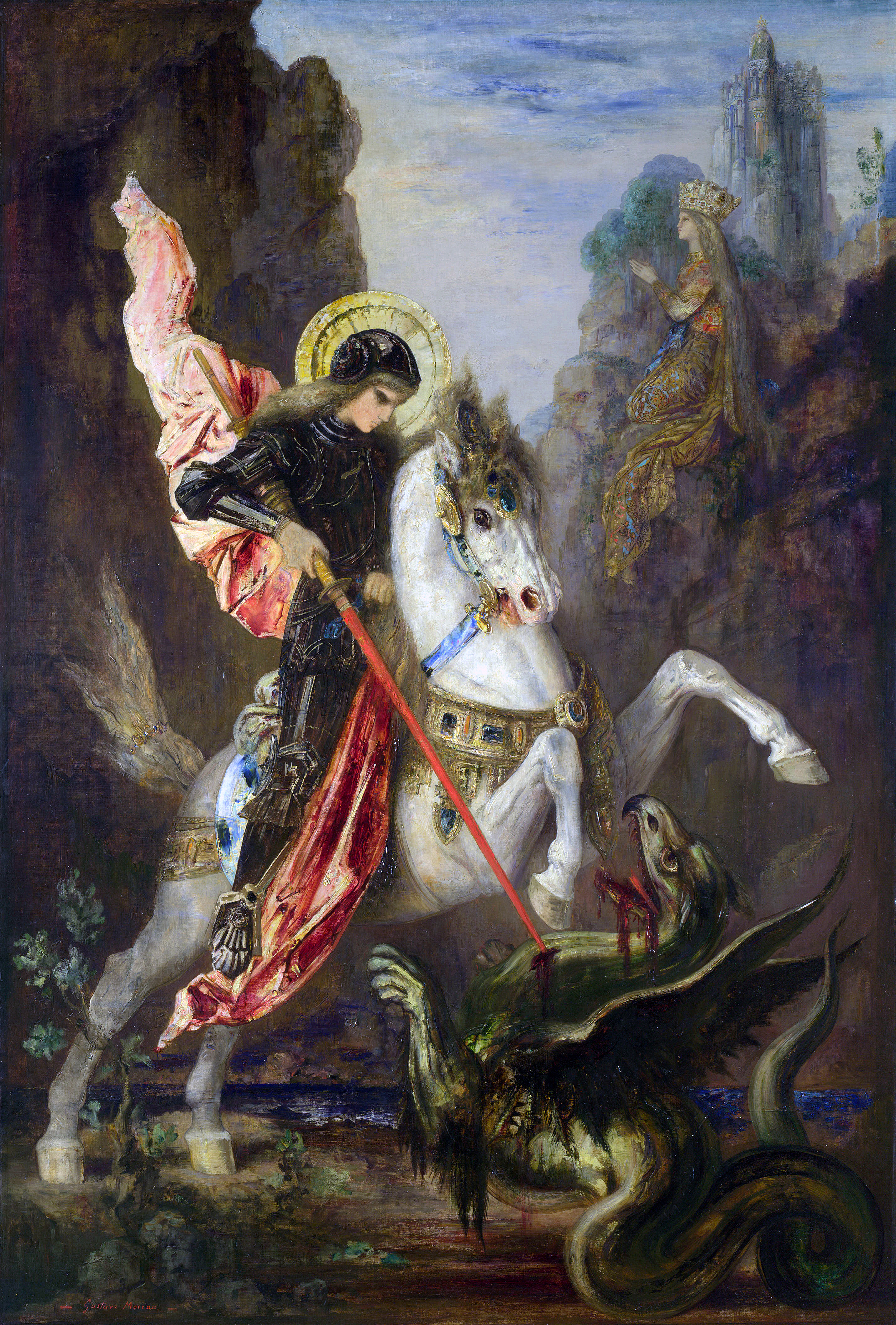
Câu chuyện về Thánh George và con rồng là một trong rất nhiều những câu chuyện của các thánh trong Golden Legend.

Golden Legend (tiếng Latin: Legenda aurea hoặc Legenda sanctorum; được tạm dịch là Sự tích Vàng son, Cổ tích Vàng trong một số văn bản tiếng Việt) là một bộ sưu tập tiểu sử các vị thánh Kitô giáo của Jacobus da Varagine được phổ biến rộng rãi vào cuối thời Trung cổ ở châu Âu. Hơn một nghìn bản thảo của tác phẩm này đã tồn tại. Có khả năng là Golden Legend được biên soạn khoảng năm 1260, mặc dù nội dung đã được thêm vào trong nhiều thế kỷ.

## "Best seller" thời Trung cổ

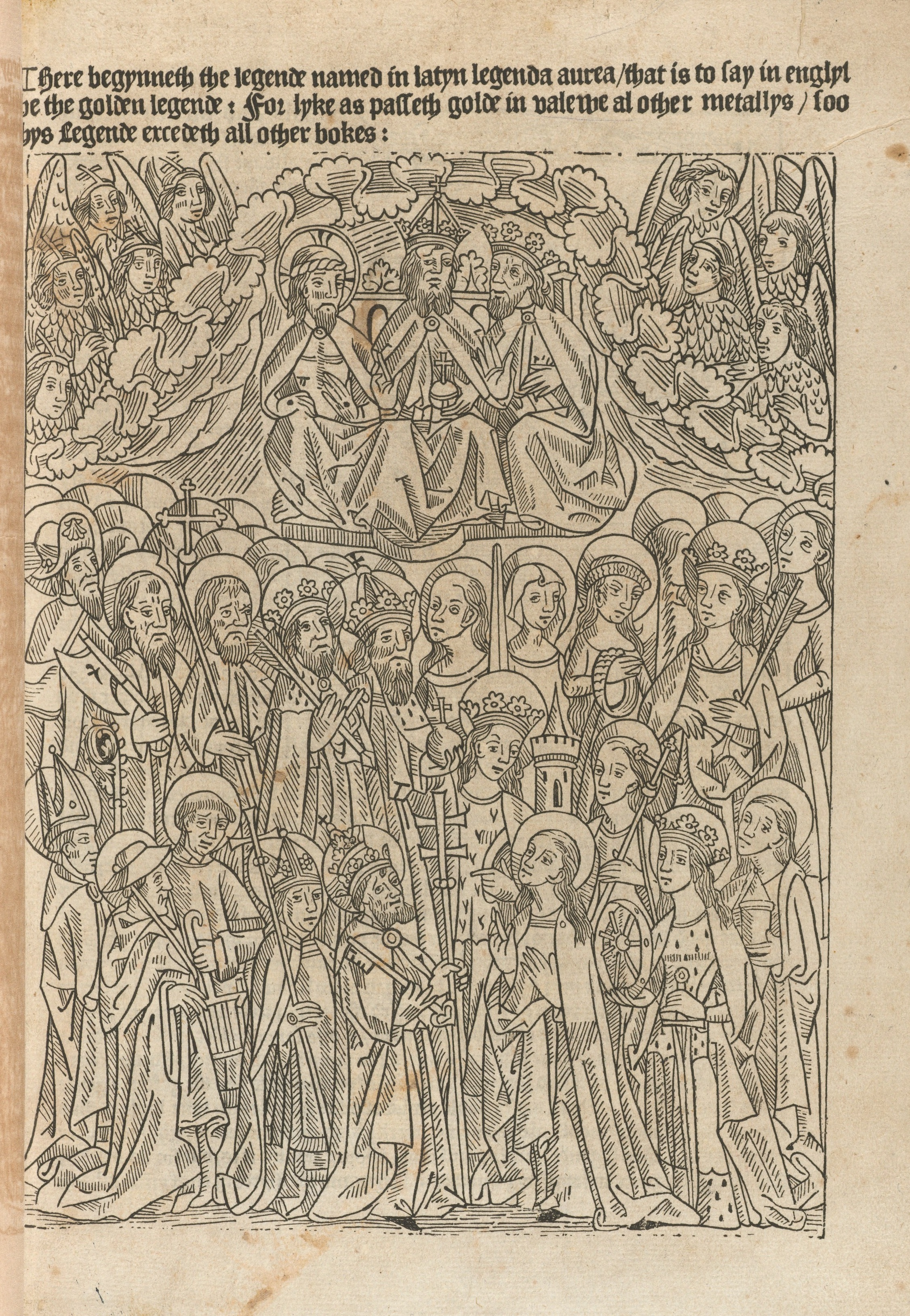
Một minh họa cho Golden Legend, 1493

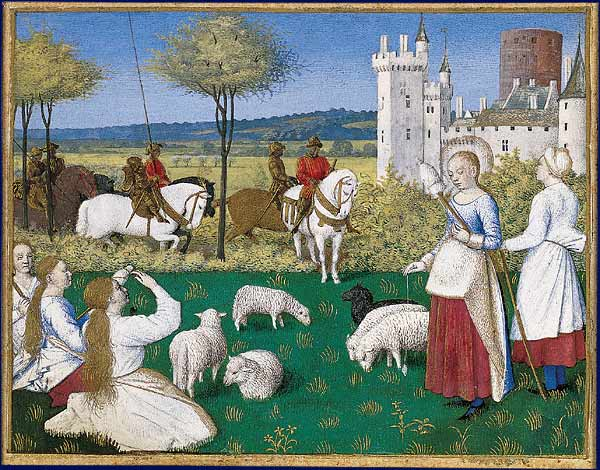
Thánh Margaret thu hút sự chú ý của Thống đốc La mã, bởi Jean Fouquet từ một bản thảo chiếu sáng

Ban đầu tác phẩm có nhan đề Legenda sanctorum. Nó đã vượt qua và làm lu mờ các tác phẩm trước đó, như Abbreviatio in gestis et miraculis sanctorum được cho là của nhà sử học Dominica Jean de Mailly và Epilogus in gestis sanctorum của nhà truyền giáo Dominica Bartholomew. Hơn tám trăm bản thảo, bản sao của tác phẩm tồn tại, và khi in ấn được phát minh vào những năm 1450, các ấn bản xuất hiện nhanh chóng, không chỉ bằng tiếng Latin, mà còn trong mọi ngôn ngữ châu Âu.  Trong số các tác phẩm in trước năm 1501, Legenda aurea được in nhiều ấn bản hơn cả Kinh Thánh. Nó là một trong những cuốn sách đầu tiên được William Caxton in bằng tiếng Anh. Phiên bản của Caxton xuất hiện năm 1483 và bản dịch của ông đã được in lại lần thứ chín vào năm 1527. Trong năm 1900, bản của Caxton được dịch lại bởi Frederick Startridge Ellis và xuất bản trong bảy tập. Bản gốc của Jacobus da Varagine đã được dịch sang tiếng Pháp cùng một khoảng thời gian đó bởi Téodor de Wyzewa.

## Cuộc sống của các thánh
Cuốn sách này nhằm biên soạn truyền thuyết truyền thống về tất cả các vị thánh được tôn kính vào thời bấy giờ. Jacobus da Varagine thường bắt đầu với một từ nguyên (thường là huyền ảo) cho tên một vị thánh. Một ví dụ (trong bản dịch của Caxton) cho thấy phương pháp của ông:
Silvester nói về sile hay sol, là ánh sáng và về terra là đất, có nghĩa là ánh sáng của trái đất, ý nói về Nhà thờ. Hoặc Silvester nói về silvas và trahens, có nghĩa là những người đàn ông mạnh mẽ và cứng rắn với đức tin. Hoặc như nó được nhắc trong in glossario, Silvester tức là màu xanh lá, màu xanh trong việc chiêm niệm về thiên đường, và là một người lao động cần cù nhưng đơn độc.

Là một tác giả Latin, Jacobus da Varagine phải biết rằng Silvester, một tên Latin tương đối phổ biến, chỉ đơn giản có nghĩa là "từ rừng". Các nguồn gốc chính xác được ám chỉ trong văn bản, nhưng đặt ra trong song song với huyền ảo. Thậm chí cả những lời giải thích "đúng" (silvas, "rừng, và đề cập đến các nhánh cây xanh") được sử dụng làm cơ sở để giải thích theo nghĩa phúng dụ. Các từ nguyên của Jacobus da Varagine có các mục tiêu khác nhau từ từ nguyên ban đầu, và không thể được đánh giá bằng cùng một tiêu chuẩn. Từ nguyên của Jacobus tương tự như từ nguyên trong Etymologiae của Isiđôrô, trong đó các chú giải chính xác về ngôn ngữ được đặt ra bên cạnh các giải thích ám chỉ và minh hoạ.
Jacobus da Varagine sau đó chuyển đến đời sống của vị thánh, được biên soạn dựa theo các tài liệu phụng vụ của Giáo hội Công Giáo, sau đó tô điểm lại tiểu sử với những câu chuyện siêu nhiên về những biến cố liên quan đến cuộc đời của vị thánh.

### Câu chuyện kỳ diệu về di tích
Nhiều câu chuyện kết thúc với những điều kỳ diệu, ví dụ như câu chuyện của những người kêu cầu thánh nhân giúp đỡ hoặc sử dụng các di tích của vị thánh. Trong một câu chuyện của Thánh Agatha, người ngoại giáo ở Catania đã sửa chữa những di tích của vị thánh này để đẩy lùi một vụ phun trào của núi lửa Etna:
Và để chứng minh rằng cô đã cầu nguyện cho sự cứu rỗi của đất nước, vào đầu tháng hai, một năm sau khi cô chết vì đạo, có một ngọn lửa lớn từ núi tiến đến thành Catania, nhanh chóng đốt cháy đất đá. Sau đó những người ngoại đạo đã chạy đến mộ của Thánh Agatha lấy tấm vải nằm trên ngôi mộ và đưa nó ra ngoài lửa để chống cháy. Vào ngày thứ chín sau đó - lễ kính của Agatha, ngọn lửa lụi tàn nhanh như khi nó đến trong tấm vải mà họ mang đến từ ngôi mộ của cô, cho thấy rằng Chúa đã giữ thành phố khỏi ngọn lửa bằng công trạng của Thánh Agatha.

## Nguồn gốc các câu chuyện

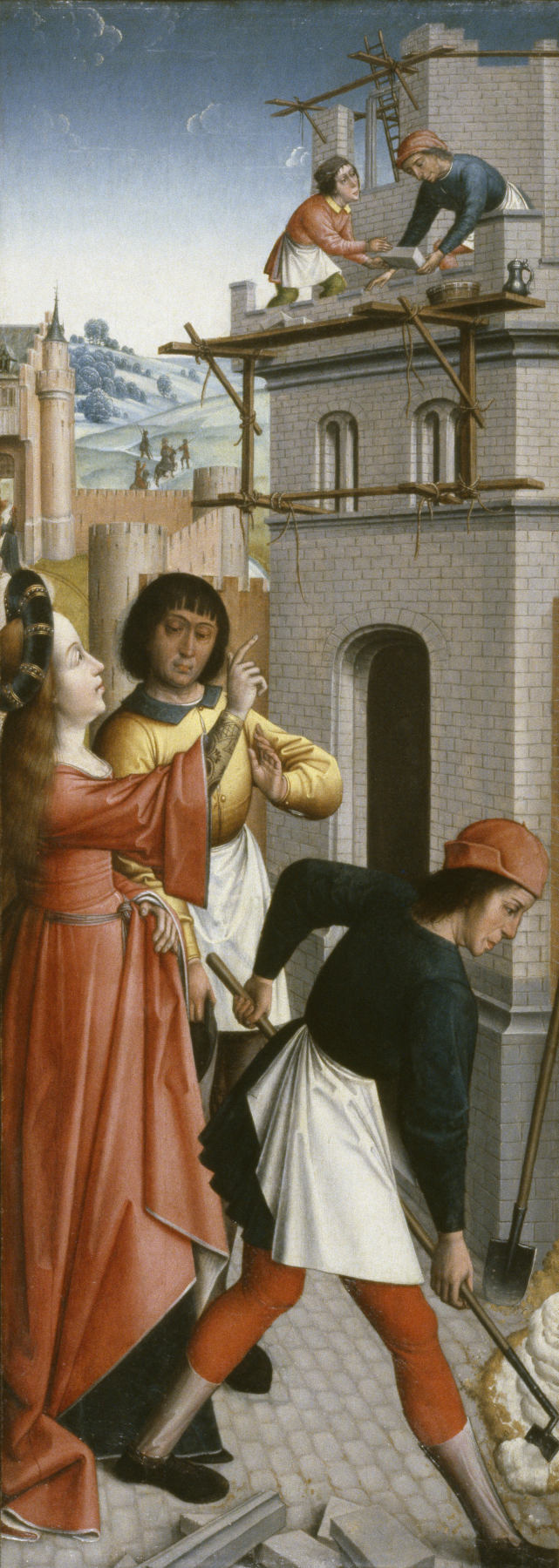
Cuộc sống của Thánh Barbara, một trinh nữ, người đã cải đạo Thiên chúa giáo để chống lại ý muốn của cha cô, một người ngoại đạo, chủ yếu được biết đến trong Golden Legend. Bảo tàng Nghệ thuật Walters

### Giá trị đối với văn hóa Trung cổ

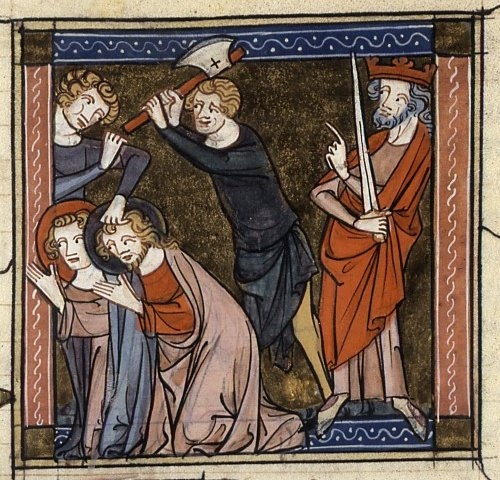
Thánh Primus và Felician, từ một bản thảo thế kỷ 14 của Golden Legend